# 黃氏玉篤
黃氏玉篤（越南语：／；？—？），越南鄭阮紛爭時期鄭主鄭檢父親鄭樓夫人。
黃氏玉篤是清華處紹天府安定縣衛國社虎村（今屬清化省安定縣）人，事跡不詳，只知她嫁與鄭樓，忌日是農曆三月初十日，安葬於永福縣越安鄉（今屬永祿縣永雄社越安村）。鄭主追封她為淑妃（越南语：／），諡慈心。